# Чепуріна Римма Миколаївна
Римма Миколаївна Чепуріна (16 червня 1931, місто Совєтськ, Кіровська область — 27 серпня 2002, місто Сімферополь) — радянська чиновнця та громадська діячка, заступник голови Кримського облвиконкому (1974—1986), член Кримського обкому Комуністичної партії України.

## Біографія
У 1954 закінчила історичний факультет Ленінградського державного університету. У 1973 році — аспірантуру того ж університету. Кандидат історичних наук.
З 1957 працювала в Криму на різних викладацьких та адміністративних посадах.
З 27 березня 1974 по 6 серпня 1986 року — заступник голови виконавчого комітету Кримської обласної ради народних депутатів.
Крім того, у різні роки була членом Севастопольського міськкому, Кримського обкому Комуністичної партії України, депутатом Кримської обласної Ради народних депутатів; членом Радянського комітету захисту миру, головою Кримського комітету захисту миру, головою Кримського дитячого фонду, головою координаційної ради жіночих громадських формувань Автономної Республіки Крим. Ініціювала розробку програми будівництва сільських фельдшерсько-акушерських пунктів у Криму.

## Нагороди
- Орден Трудового Червоного Прапора
- Медаль «Ветеран праці»
- Почесна грамота Верховної Ради УРСР

## Публікації
- Чепурина Р. Н. Идеологическая работа Крымской областной партийной организации в период восьмой пятилетки (1966—1970 гг.) Автореферат дис. на соискание ученой степени кандидата исторических наук. (07.00.01) / Ленингр. гос. ун-т им. А. А. Жданова. — Ленинград, 1973.
- Чепурина Р. Н. Рождено временем: Новые праздники и обряды. — Симферополь: Таврия, 1986.